# Tulameenite
La tulameenite è un minerale descritto riconosciuto dall'IMA nel 1973 in base ad una scoperta avvenuta nei pressi dei fiumi Tulameen e Similkameen nella Columbia Britannica, Canada. Il nome è stato attribuito in base alla località di ritrovamento. La tulameenite è composta principalmente da platino, ferro e rame con piccole quantità di iridio in sostituzione del platino e piccole quantità di nichel in sostituzione del ferro e del rame; sono state rilevate anche piccole quantità di antimonio. Il minerale è fortemente magnetico.

## Morfologia
La tulameenite è stata scoperta sotto forma di aree irregolari di piccola dimensione, di granuli liberi oppure con varie inclusioni.

## Origine e giacitura
La tulameenite è stata scoperta nel concentrato di depositi alluvionali ricchi di platino associata con platino ricco di ferro a simmetrica cubica.